# Colonização viquingue da América

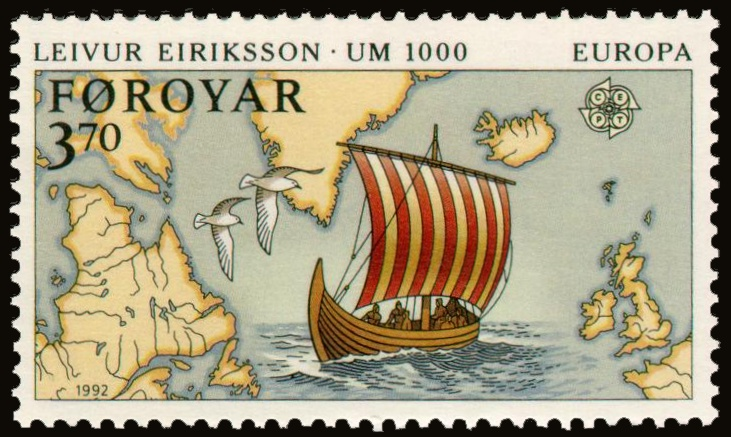
Selo feroês de 1992 ilustrando a chegada de Leif Eriksson à América do Norte

Os viquingues exploraram e colonizaram diferentes áreas do Atlântico Norte, que incluíam a ilha da Groenlândia, o litoral do Canadá e possivelmente os Estados Unidos a partir do século X. A colonização viquingue da América não teve o efeito desestabilizador das seguintes vagas da colonização europeia da América, mas pode ser vista como um prelúdio à colonização em grande escala empreendida pela primeira viagem de Cristóvão Colombo.
A chegada dos viquingues à América é habitualmente considerada como uma afirmação provocadora que questiona a tradicional atribuição a Cristóvão Colombo de ser o primeiro europeu a chegar às terras americanas, o primeiro Europeu a chegar nas Américas foi o líder Viking Leif Eriksson.[carece de fontes?] Atualmente não há dúvidas sobre a chegada de viquingues à América e o estabelecimento em ilhas da Groenlândia e Terra Nova (atual Canadá), onde se encontra o povoado viquingue de L'Anse aux Meadows, declarado Patrimônio da Humanidade pela UNESCO.
O objetivo dos viquingues ao chegar à América foi ter o domínio das rotas de navegação e a cobrança de direitos para a venda de animais e doutros bens na Europa.[carece de fontes?]
A chegada de Leif Eriksson à América do Norte está mencionada em duas sagas islandesas escritas 200 anos mais tarde - a Saga de Érico, o Vermelho e a Saga dos Groenlandeses. Na Saga dos Groenlandeses Bjarni Herjolfsson é apontado como o primeiro avistador da América, [carece de fontes?] a viagem de descoberta intencional de Leif Eriksson, enquanto na Saga de Érico, o Vermelho, Bjarni Herjolfsson não é mencionado, e a descoberta da América é atribuída a Leif Ericsson, depois de uma deriva involuntária nas águas que separam a Groenlândia da América do Norte.

Nelas são mencionadas quatro regiões americanas que os viquingues denominaram de Groenlândia (Terra Verde, origem do nome atual Groenlândia), Helulândia (Terra dos arroios), Marclândia (Terra dos bosques) e Vinlândia (Terra dos vinhedos).
Um estudo publicado na revista Nature em 2021 constatou a data exata da chegada dos viquingues à ilha da Terra Nova. Isso foi possível porque, no ano de 993 d.C. ocorreu uma tempestade solar que gravou impressões nos troncos de árvores que foram cortadas pelos desbravadores. Foram coletadas três amostras de madeira cortada, que provavelmente teriam sido ferramentas ou mobília no passado. Nas três, era visível a marca deixada pela tempestade solar e em todas elas havia a mesma quantidade de anéis de crescimento. Isso significa que aquelas árvores foram cortadas na mesma época e provou-se, com boa dose de certeza, que o ano da chegada foi 1021.

## As sagas nórdicas ou islandesa
As viagens, descobrimentos e assentamentos viquingues na América foram descritos pela primeira vez em duas sagas islandesas: a Saga dos Groenlandeses e a Saga de Érico, o Vermelho, escritas no século XII.
Trata-se de relatos de autores anônimos sobre acontecimentos passados em séculos anteriores, misturando ficção e realidade , baseados em estórias transmitidas oralmente. Assim, tem sido um trabalho dos estudiosos, que, por causa disso, têm recorrido continuamente a dados científicos complementares para validar o conteúdo desses escritos.

## Groenlândia

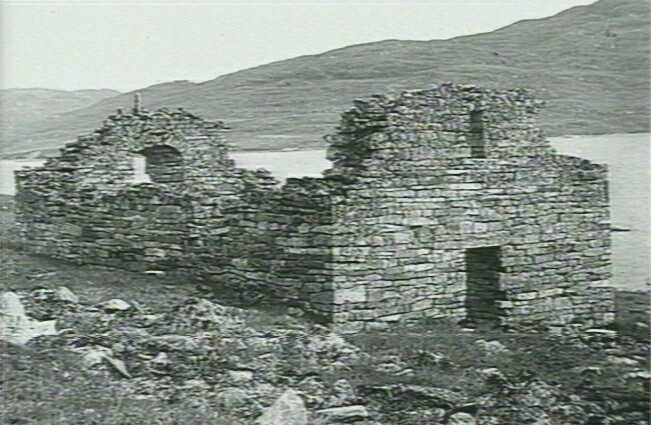
Um dos mais recentes registros escritos sobre os viquingues na Groenlândia correspondem a um casamento em 1408 na igreja de Hvalsey, que são, atualmente, as ruínas melhor preservadas dessa época.

Segundo contam as sagas islandesas, os viquingues da Islândia chegaram pela primeira vez a América pela Groenlândia no ano de 982. Naquele momento, a colônia consistia em dois assentamentos, cuja população total variava entre três e cinco mil habitantes, e, pelo menos, 400 granjas que podem datar dessa época foram identificadas no sítio pelos arqueólogos.
Em 1261, a população aceitou o governo do rei da Noruega, ainda que continuassem aplicando as leis locais. Em 1380, este reino uniu-se ao da Dinamarca.
O declínio da colônia iniciou no século XIV e os assentamentos começaram a serem abandonados perto de 1350. O mais provável é que no século XV já não havia assentamentos viquingues no continente americano, apesar de não existir uma data certa, precisa para esse acontecimento. Os estudos com radiocarbono localizaram os últimos rastros de assentamentos são datados de 1430, havendo uma margem de 15 anos. Foram propostas diversas teorias que explicariam as razões da decadência e desaparecimento desses assentamentos. A Pequena Idade do Gelo que ocorreu durante esta época pode ter endurecido as condições de vida das populações locais e ter dificultado o transporte entre a América e a Europa. Adicionalmente, o marfim da Groenlândia pode ter sido substituído no mercado europeu pelo marfim mais rentável procedente da África.

Apesar da perda de contato com os assentamentos da Groenlândia, o governo dinamarquês continuou considerando a Groenlândia como sua possessão e a existência da ilha nunca foi esquecida pelos geógrafos europeus. Os baleeiros europeus realizaram paradas ocasionais na ilha durante o século XVII e, em 1721, realizou-se uma expedição mercantil e missionária liderada por Hans Egede para Groenlândia, sob o argumento que, já que há habitantes viquingues na Groenlândia, eles continuariam sendo católicos, então deveriam se reformados, tal como haviam sido os cristãos do norte da Europa. Esta expedição não encontrou povoados de origem europeia que tivessem sobrevivido, no entanto iniciaram a colonização dinamarquesa da América, com uma colônia estável na ilha, onde confirmou as pretensões de soberania da Dinamarca sobre a ilha.

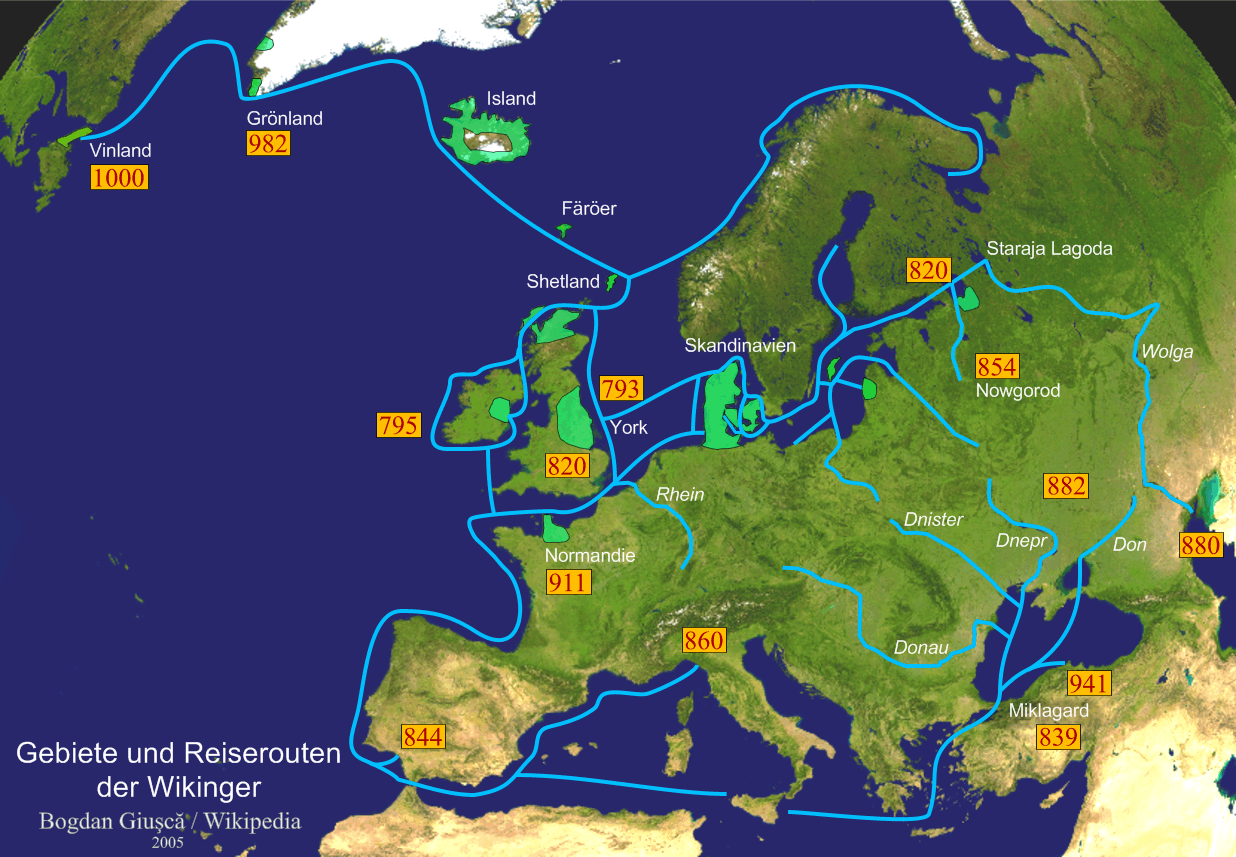
Territórios e rota das viagens dos viquingues.
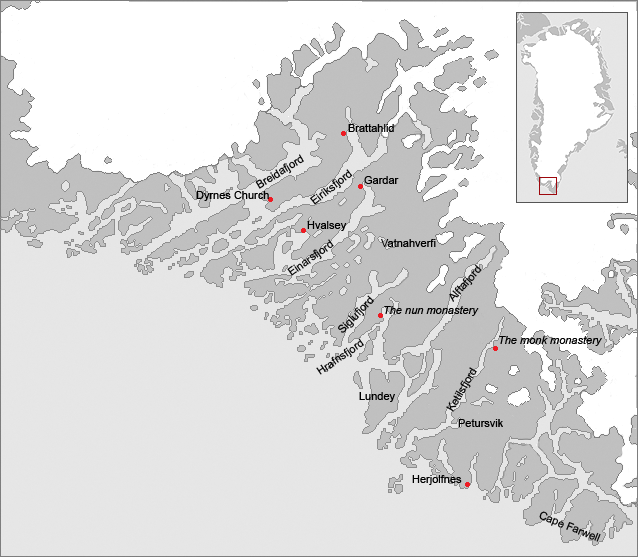
Mapa dos assentamentos orientais em Kujalleq, Groenlândia.
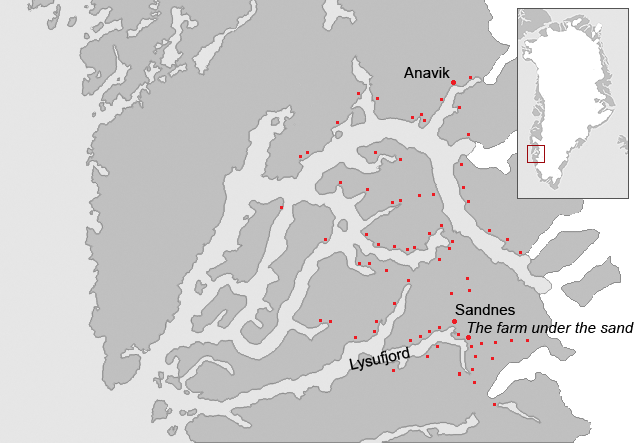
Localização dos assentamentos na costa ocidental da ilha, no que é hoje o município de Sermersooq.

### Assentamento ocidental
O assentamento ocidental (Vestribyggð) consistia num conjunto de quintas e comunidades estabelecidas por islandeses cerca de 985. Apesar do nome, o assentamento localizava-se mais a norte do que a oeste dos assentamentos orientais e concentrava-se na área do fiorde de Nuup Kangerlua (perto de Nuuk, atual capital da Groenlândia).

## Vinlândia

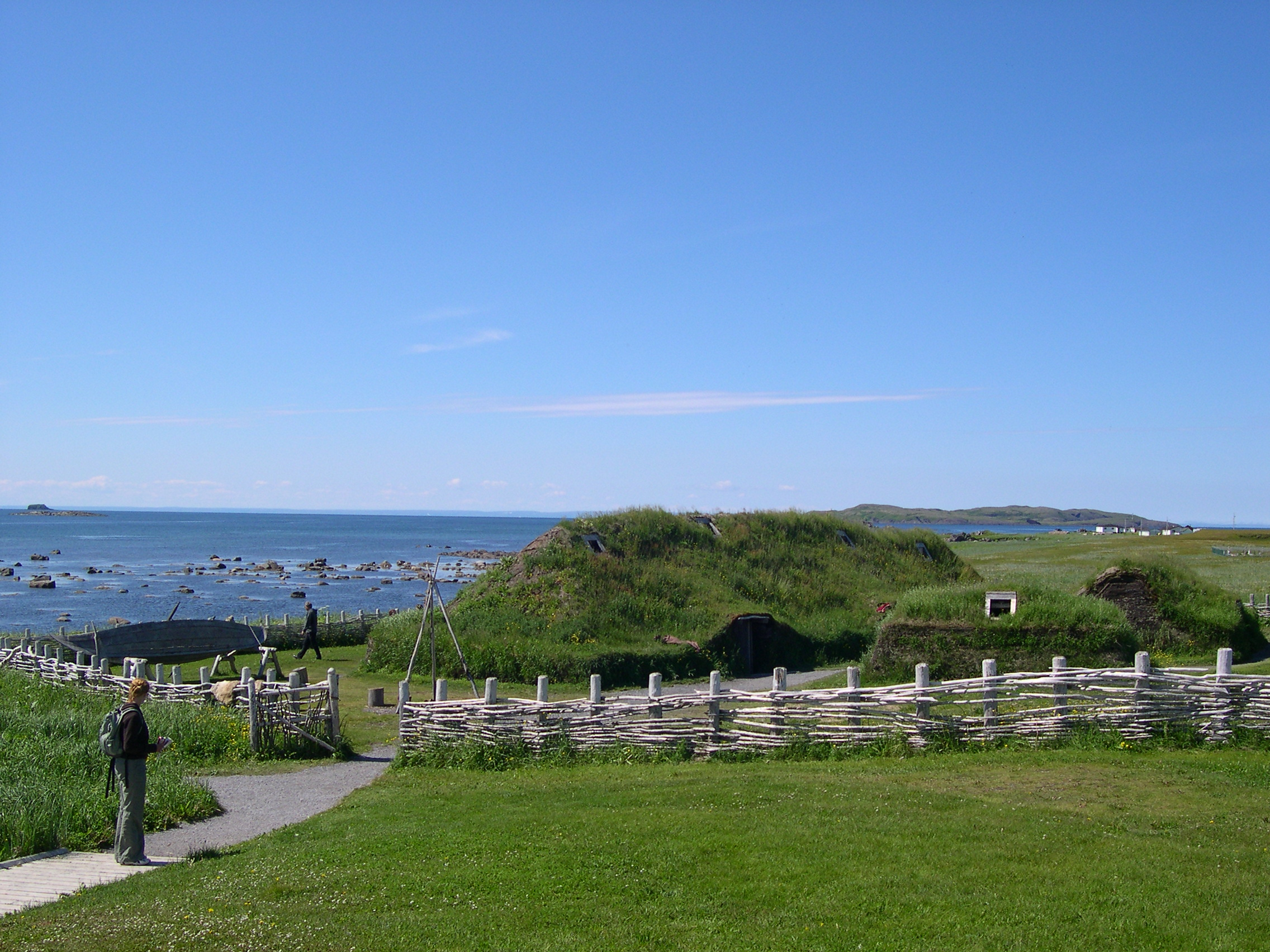
Povoado viquingue de L'Anse aux Meadows (Terra Nova, Canadá), descoberto em 1960 e declarado Patrimônio da Humanidade pela UNESCO.

Segundo contam as sagas islandesas (a Saga de Érico, o Vermelho e a Saga dos Groenlandeses  — capítulos do Hauksbók do Livro de Flatey), os viquingues iniciaram a exploração pelo oeste da Groenlândia poucos anos antes de se estabelecerem os assentamentos na ilha. Bjarni Herjólfsson, um mercador que navegava entre a Islândia e a Groenlândia, perdeu o rumo chegando a um território muito mais ao oeste. Herjólfsson descobriu o território a Leif Eriksson, quem explorou a área com maiores detalhes e fundou um pequeno assentamento, chamado Leifbundir.
As sagas descrevem três áreas separadas descobertas durante essa exploração: Helulândia, que significa "terra de pedras planas"; Marclândia, "território coberto por bosques (algo que certamente interessava aos colonos da Groenlândia, região com escassez de árvores); e Vinlândia, que estava mais ao sul de Marclândia. Foi em Vinlândia onde se estabeleceu o assentamento descrito nas sagas.
Durante muitos anos, duvidou-se da autenticidade das sagas, até que em 1837, o arqueólogo dinamarquês Carl Christian Rafn descreveu os indícios de assentamentos viquingues na América do Norte. Na década de 1960, foi comprovada a base histórica das sagas ao escavar um assentamento viquingue em Leifbundir (L'Anse aux Meadows) em Terra Nova. Entretanto, a localização exata das terras descritas nas sagas não está clara. Muitos historiadores identificam a Helulândia com a ilha de Baffin e a Marclândia com o litoral do Labrador. A localização de Vinlândia é muito menos clara. Alguns pensam que os assentamentos de L'Anse aux Meadows são os de Vinlândia descritos nas sagas; outros, baseados em descrições contidas nas sagas, consideram que Vinlândia devia ser um território muito mais gelado que Terra Nova, e localizam-na mais ao sul. Todavia, ficam incógnitas sobre a colonização viquingue na América que só obterão respostas definitivas após o descobrimento de novos vestígios arqueológicos.

## Contatos com os povos nativos

### Skrælings

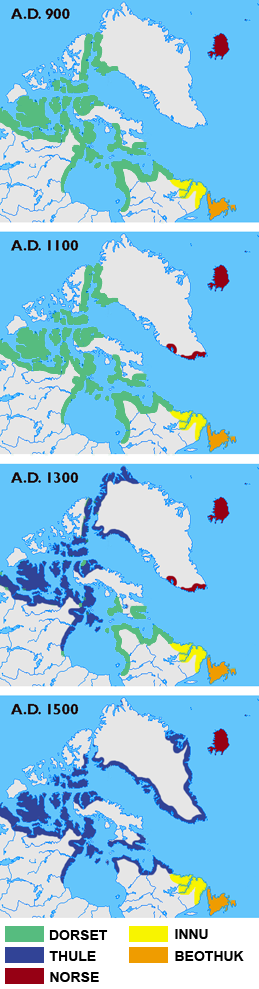
Mapa com as diferentes culturas do nordeste americano entre 900–1500. Os povos nórdicos estão representados a vermelho.

Skræling (em nórdico antigo e islandês, skrælingi, plural skrælingjar) foi o nome dado pelos nórdicos gronelandeses aos nativos ameríndios que encontraram na América do Norte e Groenlândia. Crê-se que tenha sido usado pela primeira vez por Ari Þorgilsson no Íslendingabók (Livro dos Islandeses), bem após o período da exploração nórdica das Américas. À altura da publicação, skræling era o termo utilizado pelos Groenlandeses de origem europeia para o povo thule, antecessores dos inuítes. Os thule chegaram à ilha a partir do continente americano no século XII e estiveram desde então em contacto com os nórdicos. As Sagas dos Groenlandeses e de Érico o Vermelho, escritas no mesmo século, denominam da mesma forma os povos presentes em Vinlândia e cujo primeiro contacto sucede no século XI.
A palavra é a única da língua nórdica antiga que persiste até hoje. Na língua islandesa, designa um bárbaro ou estrangeiro. A sua origem é incerta, e especulações por William Thalbitzer e Michael Fortescue tentam apontar a sua origem. O primeiro coloca a hipótese de que derive do nórdico antigo skrækja, que significa bradar, berrar ou gritar. O segundo denota que skræling — "selvagem" — pode estar relacionada a skrá — "pele seca" — em relação às peles usadas pelos inuítes.

### Viquingues no folclore inuíte
Existem também relatos dos indígenas inuítes que descrevem as viagens e interações entre os povos nas suas terras:
| “ | o canoísta logo apontou a sua lança com determinação, matando-o no local… Ao chegar o inverno, havia a crença geral de que os Kavdlunait voltariam para vingar a morte do seu conterrâneo | ” |

Kavdlunait era a palavra inuíte para "estrangeiro" ou europeu. Tal como nos relatos viquingues, as interações entre os povos estavam envoltas em violência e revanche, impossibilitando uma convivência pacífica e dificultando a colonização pelos exploradores nórdicos.